# پانکد
پانکد (انگلیسی: Punk'd) یک مجموعه تلویزیونی شوخی دستی واقع‌نما است که برای نخستین بار از شبکه ام‌تی‌وی در سال ۲۰۰۳ پخش شد.